# سنية صالح
سنية صالح (14 نيسان 1935 - 17 آب 1985) كاتبة وشاعرة سورية، ولدت في مدينة مصياف في محافظة حماة.

## حياتها
سنية صالح هي شقيقة الكاتبة خالدة سعيد والممثلة مها الصالح. وهي زوجة الأديب السوري محمد الماغوط، التقت به في بيت الشاعر السوري أدونيس في بيروت في الفترة التي قضاها الماغوط هناك في أواخر الخمسينيات، وتزوجته عندما كانت طالبة في كلية الآداب في جامعة دمشق بسوريا في الستينات وأنجبت منه ابنتين هما شام وسلافة، لها عدة دواوين شعرية، توفيت سنية صالح عام 1985 في مستشفى في ضواحي باريس بعد صراع مع المرض استمر 10 شهور.

## أعمالها
1. الزمان الضيق (شعر) عن المكتبة العصرية - بيروت (1964).
2. حبر الإعدام (شعر) عن دار أجيال - بيروت (1970).
3. قصائد (شعر) - عن دار العودة - بيروت 1980.
4. ذكر الورد - (كتاب) الصادر عن دار رياض الريس للكتب والنشر- بيروت 1988.
5. الغبار (قصص) عن مؤسسة فكر للابحاث والنشر بيروت 1982.
6. الأعمال الشعرية الكاملة - دار المدى للثقافة والنشر 2008 وبتقديم من خالدة سعيد.[4]

## جوائز فازت بها
1. جائزة جريدة النهار لأحسن قصيدة حديثة عام 1961.
2. جائزة مجلة «حواء» للقصة القصيرة عام 1964.
3. جائزة مجلة «الحسناء» للشعر عام 1967.

## المَراجع
1. ↑  كامل سلمان الجبوري (2003). معجم الأدباء من العصر الجاهلي حتى سنة 2002م. بيروت: دار الكتب العلمية. ج. 3. ص. 98. ISBN:978-2-7451-3694-7. LCCN:2003489875. OCLC:54614801. OL:21012293M. QID:Q111309344.
2. ↑  "سنية صالح - اكتشف سورية". www.discover-syria.com. مؤرشف من الأصل في 2014-07-13. اطلع عليه بتاريخ 2024-04-17.
3. ↑  صحيفة تشرين/سنية صالح: الأعمال الكاملة نسخة محفوظة 10 يناير 2020 على موقع واي باك مشين.
4. ↑  "Nwf.com: الأعمال الشعرية الكاملة - سنية صالح: سنية صالح: كتب". www.neelwafurat.com. مؤرشف من الأصل في 2014-08-20. اطلع عليه بتاريخ 2024-04-17.